# ماريا يوهانسون
ماريا يوهانسون (بالسويدية: Maria Johansson)‏ هي مخرجة وممثلة سويدية، ولدت في 20 يوليو 1968 بستوكهولم في السويد.

## وصلات خارجية
- ماريا يوهانسون على موقع IMDb (الإنجليزية)
- ماريا يوهانسون على موقع ألو سيني (الفرنسية)
- ماريا يوهانسون على موقع أول موفي (الإنجليزية)
- ماريا يوهانسون على موقع قاعدة بيانات الأفلام السويدية (السويدية)
- ماريا يوهانسون على موقع قاعدة بيانات الفيلم (الإنجليزية)
- ماريا يوهانسون على موقع كينوبويسك (الروسية)